# Elva kvinnor i ett hus
Elva kvinnor i ett hus (Undici donne in una casa) è un album della cantante svedese Agnetha Fältskog, pubblicato il 1º dicembre 1975. È l'ultimo album da solista in lingua svedese della cantante degli ABBA.
Inizialmente programmato per il 1973, a causa della gravidanza della Fältskog e, successivamente, dell'intensificarsi degli impegni della cantante degli ABBA dovuti all'inaspettato successo degli album del gruppo (Waterloo e ABBA), la pubblicazione di questo disco venne rimandata a fine 1975. Il disco venne registrato nello stesso periodo in cui l'altra cantante degli ABBA, Anni-Frid Lyngstad, preparava il suo disco da solista, intitolato Frida ensam. Nell'arco dei quattro anni trascorsi dall'ultimo LP (När en vacker tanke blir en sång) Agnetha Fältskog ha comunque registrato un album dal vivo della versione svedese del musical Jesus Christ Superstar di Andrew Lloyd Webber e Tim Rice, e pubblicato una versione studio dello stesso, intitolata Agnetha Fältskog De Första Åren.
I testi delle canzoni, tutti in lingua svedese, sono dello scrittore e giornalista Bosse Carlgren, mentre la musica è stata composta dalla stessa Agnetha Fältskog. L'unica eccezione è la versione svedese della canzone degli ABBA S.O.S., scritta da Benny Andersson, da Stig Anderson e dall'allora marito di Agnetha, Björn Ulvaeus. La casa discografica Cupol, inoltre, insistette affinché venisse inclusa una versione svedese di una canzone degli ABBA per incrementare le vendite.

## Registrazione dell'album
Secondo il progetto iniziale (molto diverso da ciò che effettivamente fu realizzato), l'album avrebbe dovuto intitolarsi Tolv kvinnor i ett hus (Dodici donne in una casa), con dodici canzoni dedicate ad altrettanti personaggi, tutti femminili, ciascuno con differenti stili di vita e aventi in comune il solo fatto di abitare nella stessa casa. All'album era associato un ambizioso progetto grafico a cura di Bosse Carlgren con numerose fotografie della stessa Fältskog relative alle dodici donne appena menzionate, ma quando gli impegni della cantante arrivarono a sovrapporsi fino al punto da mettere in discussione la stessa uscita dell'album, la casa discografica decise un taglio del budget che provocò l'annullamento del progetto grafico. Fu infine deciso di pubblicare l'album con dieci delle dodici canzoni inizialmente previste, alle quali, per evidenti ragioni commerciali, fu aggiunta (benché non inclusa nel progetto originale) come traccia iniziale la versione svedese di S.O.S., brano portato al successo dagli ABBA pochi mesi prima.
Le melodie di questo album sono generalmente considerate più complesse e più influenzate dal rock e dal pop contemporaneo rispetto a quelle degli album precedenti, dove invece era presente una influenza del genere schlager, mentre i commoventi, ironici e umoristici testi composti da Bosse Carlgren costituivano delle piccole storie a sé stanti, talvolta dal contenuto leggermente spinto. Il brano Och han väntar på mig descrive ad esempio la vicenda di una donna adulta corteggiata da un ragazzo molto più giovane, mentre la canzone Doktorn!, che parla di qualcuno che vuole smettere di fumare, include un verso che tradotto recita "ho provato con le caramelle, ma sono diventato grasso come un maiale". In ogni caso l'ultima traccia dell'album, Visa i åttonde månaden (Canzone nell'ottavo mese) fu scritta da Agnetha Fältskog da un punto di vista personale, in quanto composta durante la gravidanza della cantante, in attesa della figlia Linda, agli inizi del 1973.
Le prestazioni vocali di Agnetha Fältskog in questo album sono considerate tecnicamente superiori a quelle dei precedenti album da solista, principalmente come risultato di un allenamento vocale intrapreso quando gli ABBA cominciavano a muovere i primi passi come gruppo. I critici musicali, inoltre, hanno notato che, dal punto di vista della produzione, il valore dell'album è notevolmente maggiore rispetto a quello dei dischi precedenti.

## Promozione e successo in classifica
Agnetha Fältskog promosse l'album con una performance dal vivo dei brani Dom har glömt e Tack för en underbar, vanlig dag nella trasmissione della tv svedese Sommarnöjet. Sebbene gli ABBA fossero già considerati in Svezia un gruppo importante a quel tempo, e benché l'album fosse stato un successo commerciale oltre che per la critica, non riuscì a raggiungere le prime dieci posizioni nella classifica svedese degli album più venduti, fermandosi all'undicesima posizione, nonostante l'inclusione della versione in lingua svedese del brano S.O.S.. Elva kvinnor i ett hus rimase comunque in classifica per ben 53 settimane, e tre degli undici brani inseriti nel disco entrarono nella classifica radiofonica Svensktoppen, e S.O.S. divenne un altro primo posto in questa classifica per Agnetha Fältskog. La versione svedese di S.O.S., inoltre, raggiunse anche il 4º posto nella classifica dei singoli del gennaio 1976.

## Versioni in inglese
Come scritto precedentemente, il brano S.O.S. fu inizialmente registrato dagli ABBA in inglese. Lo stesso vale per la canzone Mina ögon, inclusa nell'album Ring Ring del 1973, il primo del quartetto "Björn & Benny, Agnetha & Frida" (ancora il nome ABBA non era stato scelto), con il titolo Disillusion, con i testi di Björn Ulvaeus, divenendo di fatto l'unico brano degli Abba composto da Agnetha Fältskog. Si tratta inoltre di uno dei due unici brani non composti dal trio Andersson/Anderson/Ulvaeus (l'altro è un medley di canzoni folk americane, scelto come lato B del singolo del 1978 Summer Night City).
Dopo la vittoria all'Eurovision Song Contest 1974 con il brano Waterloo, Agnetha Fältskog fu contattata dalla casa discografica britannica Embassy, che voleva lanciarla sul mercato del Regno Unito come cantante solista. Fu così che la cantante degli ABBA registrò una versione in inglese del brano Gulleplutt, dal titolo Golliwog, pubblicato come singolo nell'estate del 1974, ed avente come lato B Here for your love, versione in inglese del brano di Agnetha del 1972 Tio mil kvar till Korpilombolo (A dieci miglia da Korpilombolo). Gulleplutt fu così la prima pubblicazione in inglese e nel Regno Unito, circa diciotto mesi prima del suo inserimento nell'album Elva kvinnor i ett hus per il mercato svedese. Golliwog passò inosservata nel Regno Unito, la collaborazione con la Embassy non durò ulteriormente, perciò il singolo è diventato un pezzo ricercato dai collezionisti, e queste due rarità in inglese furono nuovamente pubblicate per la prima volta su CD nel 2004, nel bonus disc della raccolta Agnetha Fältskog De Första Åren.

## Tracce
Salvo altrimenti specificato, le musiche sono di Agnetha Fältskog, i testi di Bosse Carlgren.
1. S.O.S. (Andersson/Anderson/Ulvaeus) - 3:24
2. En egen trädgård (Un giardino privato) - 2:35
3. Tack för en underbar, vanlig dag (Grazie per un magnifico, ordinario giorno)- 2:39
4. Gulleplutt (Piccolo*) - 2:56
5. Är du som han? (Sei come lui?) - 2:50
6. Och han väntar på mej (Ed aspetta me) - 3:03
7. Doktorn! (Dottore!) - 2:51
8. Mina ögon (I miei occhi) - 3:04
9. Dom har glömt (Loro si sono dimenticati) - 3:49
10. Var det med dej? (Era con te?) - 3:39
11. Visa i åttonde månaden (Canzone nell'ottavo mese) - 3:57

* da intendersi come sostantivo.

## Staff
- Agnetha Faltskog – voce, produttrice
- Michael B. Tretow – tecnico del suono
- Sven-Olof Walldoff – orchestra